# Perissocarpa ondox
Perissocarpa ondox är en tvåhjärtbladig växtart som beskrevs av B. Wallnöfer. Perissocarpa ondox ingår i släktet Perissocarpa och familjen Ochnaceae. Inga underarter finns listade i Catalogue of Life.